# Haplochromis angustifrons
Haplochromis angustifrons är en fiskart som beskrevs av Boulenger, 1914. Haplochromis angustifrons ingår i släktet Haplochromis och familjen Cichlidae. IUCN kategoriserar arten globalt som livskraftig. Inga underarter finns listade i Catalogue of Life.